# Обручков, Олег Александрович
Олег Александрович Обручков (род. 4 июня 1975 года, Парканы Слободзейского района МССР) — деятель силовых структур Приднестровской Молдавской Республики, министр обороны ПМР с 2016 года, генерал-лейтенант (2022).

## Биография
Родился 4 июня 1975 года в селе Парканы Слободзейского района Молдавской ССР. После получения среднего образования в 1992 году поступил в Приднестровский государственный университет им. Т. Г. Шевченко, который окончил в 1997 году по специальности «юриспруденция». Военную кафедру ПГУ окончил в 1996 году, по завершении учёбы поступил на службу в органы внутренних дел ПМР. Служил в Тираспольском ГУВД следователем, старшим следователем, затем заместителем начальника следственного отдела.
С 1 июля 2003 года — начальник Октябрьского РОВД Тираспольского ГУВД. В 2006 году окончил Московскую академию предпринимательства и права по специальности «менеджер». 20 ноября того же года назначен начальником УВД города Бендеры, занимал эту должность до 30 декабря 2008 года.
С 12 января 2009 года начальник Главного управления по чрезвычайным ситуациям МВД ПМР, оставался в должности до 26 декабря 2016 года, когда указом президента Приднестровской Молдавской Республики назначен министром обороны ПМР. В 2022 году получил звание генерал-лейтенанта.
Женат, воспитывает двоих детей.

## Награды и звания
За добросовестное исполнение служебных обязанностей неоднократно поощрялся руководством республики, Министерства внутренних дел, награждён государственными наградами: Орденом «Трудовая слава», медалью «За безупречную службу» III и II степени, медалью «Участнику миротворческой операции в Приднестровье», нагрудным знаком «Отличник милиции».